# I figli, che bella fatica. Il mestiere del genitore
I figli, che bella fatica. Il mestiere del genitore è un libro della pedagogista italiana Grazia Honegger Fresco (Roma, 6 gennaio 1929 - Castellanza, 30 settembre 2020) pubblicato per la prima volta in Italia nel 2008.

## Caratteristiche
Il testo, tratta delle difficoltà nel mestiere più antico al mondo, quello del genitore, in un mondo in continua evoluzione, condizionato dai media e caratterizzato dalla crisi delle agenzie educative. 
Crescere un figlio, oggi più che mai, significa assumersi la responsabilità del futuro dell’umanità, e la pedagogista vuole proporre consigli e suggerimenti per aiutare gli adulti nell’arduo compito. Allevare figli è un’arte che deve essere modulata in luogo alle differenti condizioni e caratteristiche dei fanciulli, ma ciò che più conta è dare, in primo luogo, il buon esempio. 

## Struttura

### Introduzione
Prefazione alla nuova edizione
Essere genitore: un mestiere, una scienza o piuttosto un’arte?
Oro e similoro

### Parte prima. Gli Affascinanti primi anni
Quando arriva un figlio
Documento 1. Comportamento dei bambini subito dopo la nascita
Sa cosa gli occorre
Requisiti minimi per un parto/nascita naturali
Appena nato, che cosa ci dice?
Esiste l’istinto materno?
Durante il primo anno
Documento 2. Una bambina al lavoro
La forza della concentrazione
Come scegliere un nido?
Il bambino insopportabile
Capricci e capricci
Primi limiti
Bambini che non stanno bene

### Parte seconda. In cammino verso il vasto mondo
Aiutami a fare da solo
Risposte, non stimoli
La prima scuola
È lecito ammaestrarli?
A scuola in anticipo?
Gli “anticipatari” al gabinetto
Criteri di scelta per la scuola dell’infanzia
La scadenza della primaria
Bambine e bambini alla disperata ricerca dell’infanzia perduta
Troppo vivaci
La dissoluzione educativa
I malesseri dell’infanzia raggiungono l’acme nell’adolescenza
Dove si accolgono bambini e ragazzi
Critiche in breve da genitori delusi o scontenti
Documento 3. I diversi nella scuola italiana
All’interno dell’istituzione scolastica
Terre di nessuno
Ancora “le mani, organo dell’intelligenza”
Non solo Montessori...
Effetti della logica aziendale
In Finlandia è diverso
La non-scuola di Arno Stern
Cambiare i modi dell’insegnare
Documento 4. Storia di Pik

### Parte terza. Crescere con i figli che crescono
Come genitori che cosa possiamo fare
Qualche domanda per iniziare a riflettere
Quantità o qualità, quesito ingannevole
Coppie in crisi e fragilità dei figli
I sensi di colpa
Premi e castighi
A suon di botte
Posso giocare ancora?
Le ambizioni degli adulti
Affettuosità: fino a che punto, fino a quando?
“Fa’ come ti pare” ovvero l’abbandono precoce
Il sesso sprecato
Parlare di morte
Nessuna durezza, molta fermezza
Tra computer e televisione
Tutti intorno a un tavolo a discutere
Mantenere vivo il contatto
Adulti corruttori, adulti autorevoli
Verso l’adolescenza: i neonati sociali
Non tutto è perduto

### Appendice
Suggerimenti per altre letture e indicazioni tutte molto di parte!